# Francis Favereau
Pour les articles homonymes, voir Favereau.
Francis Favereau, né le 21 juin 1948 à Pleslin dans les Côtes-d'Armor, est un linguiste du breton et un écrivain en breton. Il a signé souvent avec son prénom bretonnisé, Frañsez Favereau.
Agrégé d’anglais, il enseigne en 1971 au lycée de Carhaix, puis devient délégué à l’enseignement du breton à Guingamp de 1982 à 1989. Il soutient une thèse sur la langue bretonne dans la commune de Poullaouen. Il est professeur et directeur du laboratoire Bretagne et pays celtiques, et professeur de langue et littérature bretonnes, directeur de l'Équipe d'accueil 3205 (laboratoire de recherche Bretagne pays celtiques, École Doctorale Arts Lettres Langues...) à l'Université Rennes 2 Haute Bretagne, de 2002 à sa retraite en 2018.
Il est le président du Conseil scientifique de l'Office public de la langue bretonne.

## Œuvres

### Linguistique
- Histoire du breton écrit : des origines au XVIIIe siècle, Skol Vreizh, 2022.  (ISBN 978-2-36758-141-5)
- Celticismes : les Gaulois et nous. Skol Vreizh, 2017
- Le bilinguisme précoce en Bretagne, en pays celtiques et en Europe atlantique. Éd. Actes du colloque international de Plésidy en 1997, Klask, n°5/1999, Presses universitaires de Rennes, 2000.
- Babel & Baragouin : Le breton dans la mondialisation / Les Bretons & leurs langues. Skol Vreizh, 2006
- Anthologie de la littérature de la langue bretonne au XXe siècle, tomes 1, 2, 3 et 4, Skol-Vreizh, 2002, 2003, 2008 et 2020
- Lennegezh ar brezhoneg en XXvet kantved, levrenn 1, 2, 3, 4, Skol-Vreizh, 2002, 2003, 2008, 2020.
- Breton literature and writers since 1945, Skol-Vreizh, 1992.
- Lennegezh ar brezhoneg abaoe 1945, Skol-Vreizh, 1991
- Littérature et écrivains bretonnants depuis 1945, Skol-Vreizh, 1991
- Yezhadur ar brezhoneg a-vremañ : Grammaire du breton contemporain, Skol-Vreizh, 1997

### Sociologie
- Bretagne contemporaine : Langue, Culture, Identité, Skol Vreizh, 1993, rééd. 2005
- Breizh a-vremañ : hor sevenadur, hor yezh, hor breizhadelezh. Skol Vreizh, 2005

### Dictionnaires
- Geriadurig ar brezhoneg a-vremañ = Dictionnaire du breton contemporain, Skol-Vreizh, 2008.
- Geriadur Godell ar brezhoneg a-vremañ = Dictionnaire de poche du breton contemporain, Skol-Vreizh, 2017
- Geriadur ar brezhoneg a-vremañ = Dictionnaire du breton contemporain, Skol-Vreizh, 1992, rééd. 2001 et 2005.
- Geriadur krenn ar brezhoneg a-vremañ = Dictionnaire usuel du breton contemporain, Skol-Vreizh, 1999 (l'éd. de 1992 indique en premier la graphie interdialectale, avec marque des 2 autres, la version condensée se limite au peurunvan).
- Ar geriadur a gomz = Dictionnaire vocal du breton contemporain, Morlaix, Skol-Vreizh, 1999.

### Romans en langue bretonne
- Mab e Dad, Sterenn, 1995.
- Dianket, Sterenn, 1999.
- Ma Breur, Skol Vreizh, 2005.

### Livre scolaire
- Etre dec'h hag arc'hoazh, Skol-Vreizh, 1987.

### Divers
- Pierre-Jakez Hélias : Bigouden universel.